# Petrus van der Veen
Petrus van der Veen (Leeuwarden, 5 oktober 1809 - Assen, 7 augustus 1879) was een Nederlands advocaat en politicus. Hij was gemeenteraadslid in Smilde, lid van de Provinciale Staten van Drenthe en lid van de Tweede Kamer der Staten-Generaal. 

## Leven en werk
Van der Veen was een zoon van koopman, vervener en schepen Johannes van der Veen en Aaltje Noyon. Hij studeerde rechten in Groningen, waarna hij zich in in 1834 als advocaat vestigde in Smilde. Hij zou daar, op de veengronden van zijn vader, een landgoed stichten dat hij de naam Rijbrugh gaf. Het landgoed was ongeveer 450 hectare groot. Het grootste deel van het huidige dorp Bovensmilde ligt op de plek van het voormalige landgoed.
In 1850 werd hij verkozen in de Tweede Kamer, aanvankelijk als vurig Thorbeckiaan. Hij had de aandachtsgebieden waterstaat, accijnzen, onderwijs, spoorwegen, handel, justitie en militie in zijn portefeuille. Zijn belangrijkste wapenfeit in de Kamer was in 1856 zijn initiatief tot het houden van de Parlementaire enquête naar het Zwolsche Diep. Naarmate zijn loopbaan vorderde, werd hij conservatiever, deels ook in reactie op Johan Rudolph Thorbecke, die hem uiteindelijk zou verslaan bij de Tweede Kamerverkiezingen van 1866. Bij een tussentijdse verkiezing in 1867 probeerde van der Veen nog éénmaal om in de Kamer te komen, maar toen werd hij, na herstemming, verslagen door Lucas Oldenhuis Gratama. Hij is nog geruime tijd, tot vlak voor zijn dood, gemeenteraadslid in Smilde geweest, alsook lid van de Provinciale Staten van Drenthe.
Enkele van zijn nevensfuncties waren het lidmaatschap van het hoofdbestuur van het Drents Landbouwgenootschap, commissaris van de Maatschappij van Weldadigheid en het schoolopzienerschap. Ook was hij betrokken bij tal van plaatselijke initiatieven in de gemeente Smilde. Dit had hem daar erg geliefd gemaakt, want bij zijn overlijden schreef de Provinciale Drentsche en Asser Courant: ”toen Smilde nog in minder gunstige omstandigheden verkeerde en de nood des winters binnensloop in de woningen van vele arbeidersgezinnen, hield de heer v.d. Veen nooit zijne hand en hart gesloten; hij gaf veel, verbazend veel en hij deed het op eene wijze, die blijk gaf van een edel gemoed. Zijne nagedachtenis zal nog lang in gezegende herinnering blijven, ook om het vele, dat hij voor de welvaart van Smilde heeft gedaan.”

## Privé
Van der Veen was getrouwd met Aleida Kniphorst, dochter van Gerrit Kniphorst en Elisabeth Carsten. Ze kregen zes kinderen, van wie de oudste, Gerrit, op 11-jarige leeftijd overleed. In 1879 wilde hij Rijbrugh verkopen en liet hij een huis bouwen in Assen, aan de Beilerstraat 139, niet ver van dochter Maria Elisabeth en schoonzoon Hermanus Hartogh Heijs van Zouteveen. Hij overleed echter voordat Rijbrugh verkocht werd en het nieuwe huis af was.

## Trivia
In 1864 liet van der Veen een advertentie plaatsen waarin hij Rijbrugh te koop aanbood. Hij gaf echter als reden voor verkoop op dat hij niet langer genegen was om te wonen aan de Drentsche Hoofdvaart, omdat dit kanaal te vaak gesloten was of te weinig water bevatte. De kranten wisten niet goed wat men met deze ‘aanbeveling’ aan moest. Het Algemeen Handelsblad noemde de advertentie een ‘curiositeit’, het Dagblad van Zuid-Holland en 's Gravenhage zag er echter vooral het bewijs van in, hoe nadelig de toestand van de vaart door sommigen werd ingezien.  